# École supérieure d'Art Pallas
Pour les articles homonymes, voir Pallas.
L'école supérieure d'Art Pallas (en estonien : Kõrgem Kunstikool Pallas, sigle Pallas) est un établissement d'enseignement supérieur d'art situé dans le quartier Karlova de  Tartu, en Estonie.

## Présentation
L'école d'art Pallas  fut créée en 1919 à Tartu en Estonie. En 1923, elle obtint le statut d'école supérieure et devint diplômante. Elle fut profondément affectée par l'occupation soviétique de la ville à partir de juin 1940.
Ses professeurs et ses élèves sont parmi les grands créateurs de l'art moderne estonien, dans une synthèse des différents courants du modernisme européen (Art nouveau, Expressionnisme, Cubisme, Constructivisme, etc.) et d'une tradition artistique nationale promue depuis la seconde moitié du XIXe siècle.

## Histoire
Pallas est lié à un établissement d'enseignement des arts fondé à Tartu en 1919.
Au cours de la période de 1919 à 1960, l’école des arts a existé en tant qu'établissement d'enseignement secondaire et supérieur portant différents noms.
- 1919–1924 École d'art de l'Association des arts Pallas
- 1933–1940 École supérieure des beaux-arts de Pallas
- 1940–1941 École publique supérieure d'art
- 1942–1943 Cours supérieurs des beaux-arts de Tartu
- 1943–1944 École supérieure des beaux-arts Pallas
- 1944 École publique supérieure d'art Konrad Mägi
- 1944–1951 Institut d'art d'État de la RSS d'Estonie à Tartu
- 1951–1955 Filiale de Tartu de l'Institut d'art estonien SSR
- 1951–1960 École des beaux-arts de Tartu
- 1960–2000 École d'art de Tartu
- 2000-2018 Collège d'art de Tartu
- 2018– École supérieure d'Art Pallas

## Départements

### Département de photographie
L'objectif de la filière est de fournir aux étudiants une formation artistique professionnelle de niveau international.
Le département de photographie a été créé en 1997 sous la direction de Vallo Kalamees, depuis 2001 le département est dirigé par le professeur Peeter Linnap.

### Peinture et restauration
Le cursus peinture et restauration de Pallas permet une spécialisation dans deux domaines : la peinture et la restauration de tableaux.
La filière a été créée en 1996 sous la direction du professeur Heli Tuksam.
Il a dirigé le département jusqu'en 2018.
Jusqu'en janvier 2021, le département était dirigé par Kaspar Tamsalu, puis il a été repris par Margus Meinart.

### Conception de médias et de publicité
La filière du département peut être divisé en deux grands blocs: la conception graphique et la conception des médias.
Le chef de département Jaanus Eensalu est l'enseignant responsable du programme.

### Conception et restauration de meubles
La filière initie à la conception de meubles ou à la restauration/conservation de meubles anciens.
Le département est dirigé par Aivar Habakukk.

### Conception et restauration du cuir
Le cursus de conception et restauration du cuir Pallas permet une spécialisation dans deux domaines : conception ou conservation/restauration.
L'ancêtre du cursus design cuir, la majeure art cuir, a été créé en 1965. De 2000 à 2013, le département était dirigé par le professeur Rutt Maantoa, de 2013 à 2019, Maila Käos était à la tête du département, et depuis septembre 2019, le département est dirigé par le professeur Rene Haljasmäe.

### Département de la Sculpture
L'objectif du département de sculpture est d'assurer la qualité de l'enseignement de la sculpture, ce qui garantit le développement de sculpteurs compétitifs au niveau international en Estonie.
Le cursus de sculpture a été fondé en 1952. Successivement Mati Karmin, Jaan Luik et Anne Rudanovski ont dirigé le département.

### Département des textiles
L'objectif du département est de développer le domaine de l'art textile et du design en Estonie, le programme est large et comprend également des matières dans le domaine de la mode.
Le cursus textile a été créé en 1993, le créateur et développeur du département est le chef du département professeur Aet Ollisaar.

## Galerie Pallas
L’école a ouvert sa galerie d'art en 2009. C'est le plus grand espace d'exposition de Tartu, l'école d'art Pallas présente et expose les œuvres et les activités des départements, des étudiants et du personnel enseignant.
Des expositions des écoles partenaires de Pallas et des facultés invitées y sont également présentées. Au cours de la première année d'exploitation, 143 000 personnes ont visité la galerie.
Les expositions changent au moins une fois par mois et la galerie accueille souvent des ateliers et des séminaires.